# Tipula (Eumicrotipula) nigriscapa
Tipula (Eumicrotipula) nigriscapa is een tweevleugelige uit de familie langpootmuggen (Tipulidae). De soort komt voor in het Neotropisch gebied.